# Maurice-Pierre Gourrier
 (juillet 2022).
Si vous disposez d'ouvrages ou d'articles de référence ou si vous connaissez des sites web de qualité traitant du thème abordé ici, merci de compléter l'article en donnant les références utiles à sa vérifiabilité et en les liant à la section « Notes et références ».
Pour les articles homonymes, voir Gourrier.
Maurice-Pierre ou Pierre Gourrier est un musicien et compositeur français.

## Biographie
Élève de Roger Cotte et membre du Groupe d'instruments Anciens de Paris, Maurice-Pierre ou Pierre Gourrier a créé, en 1970 un ensemble nommé Les Musiciens de S.A.S. Mgr le Prince de Conti. Durant treize ans, et avec cet ensemble constitué de 6 ou 7 musiciens, il s'est efforcé de remettre à jour et entre autres des œuvres dédiées à l'un ou l'autre des Six Princes de Conti représentant cette lignée au XVIIe siècle et XVIIIe siècle ou de musiciens qui furent attachés à leur service. au rang desquels figurent André Campra, Jean-Baptiste Lully, Couperin, Chevedeville, François-Joseph Gossec, Schobert, Vachon, Jean-Pierre Duport, de La Garde ou Prover. 
L'une des particularités des Musiciens du Prince de Conti, outre de revêtir des costumes d'époque lors de leurs concerts, fut ainsi d'être dans les premiers à troquer leurs instruments modernes pour des instruments anciens. Ils s'attachèrent également à faire revivre leur répertoire dans des sites historiques ou privés adaptés : Château de Versailles, Opéra de Gabriel, Petit Théâtre de la Reine, Pavillon du Barry, châteaux de Vaux le Vicomte, Grigan, Chillon, soit, en 13 ans d'existence, plus de 450 concerts dans quelque 100 châteaux différents.
L'ensemble a participé  entre autres aux Festivals de Montreux, (3 reprises) Monaco (5 reprises) Toulon, Besançon, Ile-de-France, Sceaux, La Baule, Toulouse, Troyes, etc.
Au rang des musiciens dont plusieurs ont fait leurs premières armes au sein des Musiciens du Prince de Conti, figurent les noms de Christophe Coin, Daniel Cuiller, Jocelyne Cuiller, Dominique Visse, Jean-Louis Charbonnier, David Simpson, Gérard Scharapan, Florence Malgoire, Jay Bernfeld, Bernadette Charbonnier, Jean-Philippe Audin, Bernard Cottret et quelques autres. 
Durant plusieurs années et sous le nom d'emprunt de Chevalier de Cronsey, Maurice-Pierre Gourrier a fait jouer des œuvres que certains qualifieraient de « pastiches » :  la « Draguignan », « La Vénicourt », « La Boufflers », « La Cerda », divertissements de campagne pour toutes sortes d'instruments, « La Mascarade du prince Abdelhi » ballet Pantomime. Il a également écrit la musique pour « la route Molière » spectacle produit par la compagnie du Théâtre de Feu et diverses musique de scène pour les « Tréteaux du Vieil Adour » et les Ateliers de la Compagnie des Chimères et du Versant de Biarritz. Il a aussi composé « Let's sing our Joy », l'« hymne » de Sup de Co - École Supérieure de Commerce - de Marrakech.